# Cantonul Groix
Cantonul Groix este un canton din arondismentul Lorient, departamentul Morbihan, regiunea Bretania, Franța.